# L'Étreinte du passé
Pour plus de détails, voir Fiche technique et Distribution.
L'Étreinte du passé (titre original : Lifting Shadows) est un film américain réalisé par Léonce Perret et sorti en 1920. 

## Fiche technique
- Titre : L'Étreinte du passé
- Titre original : Lifting Shadows
- Réalisation : Léonce Perret
- Scénario : Léonce Perret d'après le roman L'Étreinte du passé de Henri Ardel
- Photographie : Alfred Ortlieb
- Cadreur : René Guissart
- Société de production : Les Films Léonce Perret
- Pays d'origine :  États-Unis
- Langue : Anglais
- Métrage : 1 510 mètres (6 rouleaux)
- Format : Noir et blanc — 35 mm — 1,37:1 — Son : Mono
- Genre : Film dramatique
- Durée : 50 minutes
- Dates de sortie: 
  -  États-Unis : 4 avril 1920
  -  France : 18 juin 1920
  -  Portugal : 3 septembre 1920

## Distribution
- Emmy Wehlen : Vania
- Wyndham Standing : Hugh Mason
- Stuart Holmes : Clifford Howard
- Julia Swayne Gordon : la comtesse Vera Lobanoff
- Charles K. French : Gregory Lobanoff
- Rafael Bongini : Serge Ostrowski